# Ronald Gërçaliu
Ronald Gërçaliu (Tirana, 12 de Fevereiro de 1986) é um jogador de futebol albanês naturalizado austríaco, milita no FC Erzgebirge Aue. Gërçaliu, embora seja albanês de nascimento, fez carreira na Áustria, onde representa a equipe nacional.

## Seleção
Ele integrou a Seleção Austríaca de Futebol na Eurocopa de 2008.